# Toxopoda nuceria
Toxopoda nuceria är en tvåvingeart som först beskrevs av Seguy 1938.  Toxopoda nuceria ingår i släktet Toxopoda och familjen svängflugor. Inga underarter finns listade i Catalogue of Life.